# Kamamoto Kunisige
Kamamoto Kunisige (Kiotó, 1944. április 15. – 2025. augusztus 10.) olimpiai bronzérmes japán válogatott labdarúgó.
A japán válogatott tagjaként részt vett az 1964 és az 1968. évi nyári olimpiai játékokon.

## Statisztika
| Japán válogatott | Japán válogatott | Japán válogatott |
| Időszak          | Mérk.            | gól              |
| ---------------- | ---------------- | ---------------- |
| 1964             | 2                | 1                |
| 1965             | 3                | 3                |
| 1966             | 7                | 6                |
| 1967             | 5                | 11               |
| 1968             | 4                | 7                |
| 1969             | 0                | 0                |
| 1970             | 6                | 3                |
| 1971             | 6                | 8                |
| 1972             | 8                | 15               |
| 1973             | 3                | 2                |
| 1974             | 5                | 5                |
| 1975             | 7                | 5                |
| 1976             | 16               | 9                |
| 1977             | 4                | 0                |
| Összesen         | 76               | 75               |